# Connie Chan Po-Chu
Connie Chan Po-Chu (Guangzhou, 10 december 1946) (jiaxiang: Guangdong, Xinhui) werd in 1946 geboren in een arm gezin van negen kinderen. Ze is een bekende Chinese actrice en Cantopopzangeres die vooral populair was in de jaren zestig en zeventig. Ze begon op vijfjarige leeftijd met het leren van Kantonese operaspelen. Ze werd opgevoed door voogden. Haar zoon, Dexter Yeung, speelde in enkele TVB (televisie)series.
- Gemeinsame Normdatei: 1192804295
- International Standard Name Identifier: 0000 0000 6412 5065
- Library of Congress Control Number: nr92018125
- MusicBrainz: 97f1afdc-756b-4e80-a386-8fbe548678d9
- Virtual International Authority File: 29396697
- WorldCat: E39PBJgtcf4PGxYvWdqTV9RdwC